# میچیو کوگوره
میچیو کوگوره (انگلیسی: Michiyo Kogure; ۳۱ ژانویهٔ ۱۹۱۸ – ۱۳ ژوئن ۱۹۹۰) بازیگر اهل ژاپن بود.
از فیلم‌ها یا برنامه‌های تلویزیونی که وی در آن نقش داشته‌است می‌توان به سامورایی ۲: دوئل در معبد ایچیجوجی، طعم چای سبز روی برنج، فرشته مست، خیابان شرم، پرتره خانم یوکی، شین هیکه‌مونوگاتاری، ۴۷ رونین وفادار، آکو روشی، و تورا-سان، همسریاب اشاره کرد. دونالد ریچی، مورخ سینما، زمانی او را «یکی از همه کاره‌ترین بازیگران زن ژاپنی و شاید روشنفکرترین بازیگر زن ژاپنی در رویکردش به بازیگری» نامید.